# E001 (trasa europejska)
```

```

E001 – trasa europejska łącznikowa (kategorii B), biegnąca przez południowo-wschodnią Gruzję i Armenię. 
Przebieg E001:
- Gruzja: Tbilisi - Marneuli
- Armenia: Bagrataszen - Wanadzor